# Classe H (sous-marin américain)
Pour les autres classes de navires du même nom, voir Classe H.

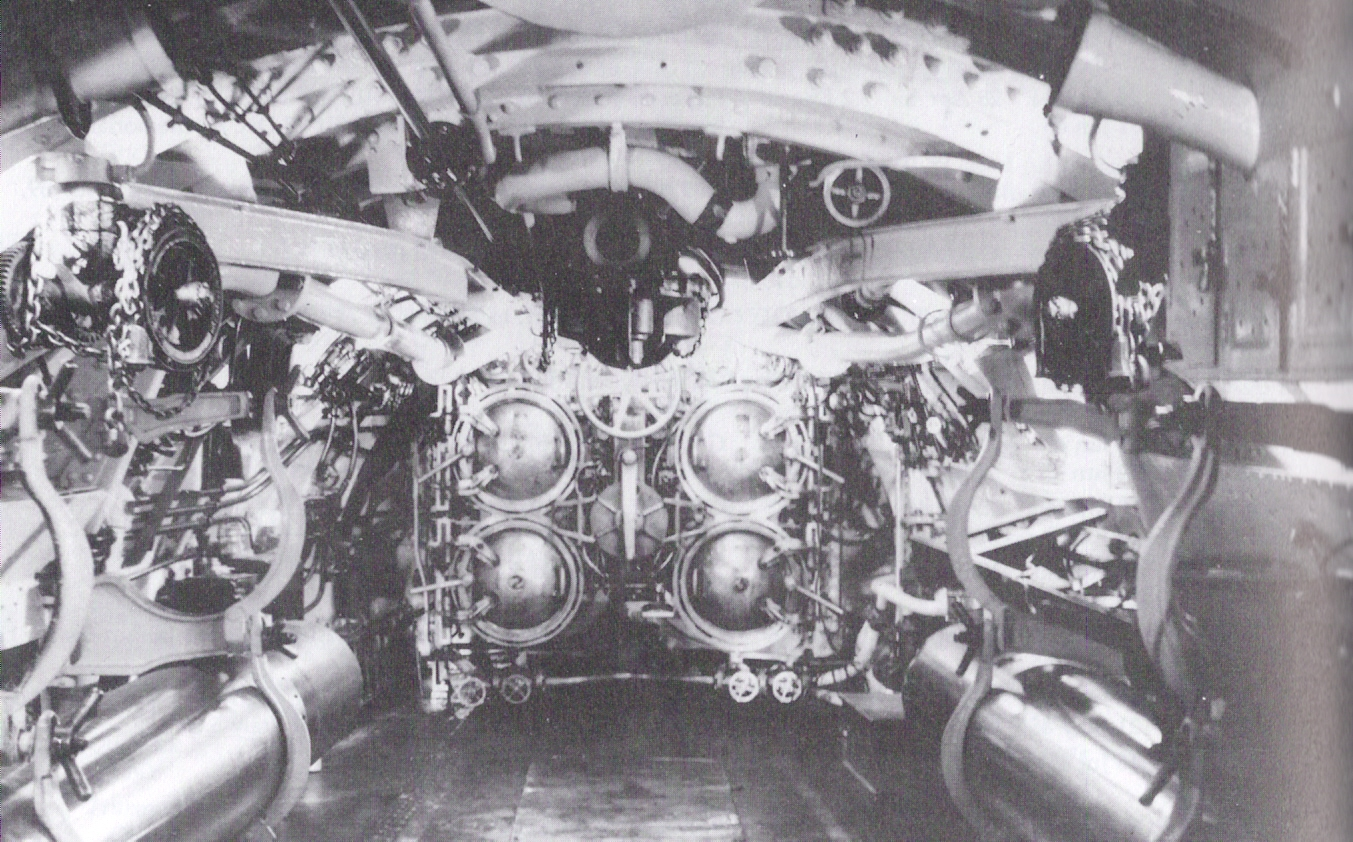
LA chambre des torpilles du en 1919. Les culasses des quatre tubes lance-torpilles de 18 pouces (457 mm) sont au centre.

La classe H était la classe de sous-marins américains de type Holland 602 utilisés par la United States Navy (marine américaine).

## Histoire
Les trois premiers sous-marins de la classe ont été mis en service en mars-avril 1911 sous les noms de Seawolf, Nautilus et Garfish, et ont été rebaptisés H-1, H-2 et H-3 alors qu'ils étaient encore en construction le 17 novembre 1911, dans le cadre d'une refonte de la désignation des sous-marins à l'échelle de l'arme. Ils ont été mis en service en décembre 1913/janvier 1914.
En 1915, la marine impériale russe avait commandé à la Electric Boat Company 17 sous-marins de classe H, qui devaient être construits au Canada dans un chantier naval temporaire près de Barnet, à Vancouver, en Colombie-Britannique, pour éviter les problèmes de neutralité des États-Unis, qui avaient fait dérailler la livraison de dix sous-marins similaires aux Britanniques. Le chantier naval appartenait à la British Pacific Construction and Engineering Co. Onze ont été livrés et ont servi de sous-marins de Classe American Holland, mais la livraison des six derniers a été retardée en attendant l'issue de la révolution russe de 1917, et les sous-marins ont été stockés en état complet poa les essais dans leur chantier de construction. Ces six sous-marins ont été achetés par l'United States Navy (marine américaine) le 20 mai 1918 et assemblés au chantier naval de Puget Sound avant d'être mis en service sous les numéros H-4 à H-9 à la fin de 1918.
Le H-1 s'est échoué et a fait naufrage au large des côtes mexicaines le 12 mars 1920, tandis que les huit autres sous-marins ont été mis hors service à la fin de 1922, et ont été mis en réserve. Finalement rayés de la liste de la marine en 1930, ils ont été vendus à la casse en 1931 et 1933.

## Conception
Ces navires comportaient certaines caractéristiques destinées à augmenter la vitesse sous-marine qui étaient standard sur les sous-marins américains de cette époque, notamment une petite voilure et un capuchon rotatif sur la bouche des tubes lance-torpilles. Pour les courses de surface prolongées, la petite voilure était complétée par une structure temporaire de tuyauterie et de toile (voir photo). Apparemment, le concept de "plongée en catastrophe" n'avait pas encore été imaginé, car son déploiement et son démantèlement prendraient un temps considérable. Ce concept est resté standard dans la Classe N, mise en service en 1917-1918. L'expérience de la Première Guerre mondiale a montré que cela était inadéquat dans les conditions météorologiques de l'Atlantique Nord, et les premiers sous-marins ayant servi outre-mer pendant cette guerre (de la Classe E à la Classe L) ont vu la structure de leur pont augmentée d'un bouclier de "chariot" sur l'avant du pont. À partir de la classe N, construite à partir des leçons tirées de l'expérience acquise à l'étranger, les sous-marins américains disposaient de ponts mieux adaptés aux opérations de surface par mauvais temps. Le capuchon de bouche des tubes lance-torpille rotatif et profilé a éliminé la traînée que les trous de bouche auraient autrement causée. En position de repos, le sous-marin semble ne pas avoir de tubes de torpilles, car les trous dans le bouchon sont couverts par la tige d'étrave. Cette caractéristique est restée standard jusqu'à la classe K, après quoi elle a été remplacée par des obturateurs qui étaient standard dans les années 1950.

## Sous-marins
- H-1 (SS-28) (à l'origine Seawolf), quille posée le 22 mars 1911, lancé le 6 mai 1913, mis en service le 1er décembre 1913. Naufrage le 12 mars 1920[1].
- H-2 (SS-29) (à l'origine Nautilus), posé le 23 mars 1911, lancé le 4 juin 1913, mis en service le 1er décembre 1913. Mis hors service le 23 octobre 1922, vendu à la casse le 1er septembre 1931[2].
- H-3 (SS-30) (à l'origine Garfish), posé le 3 avril 1911, lancé le 3 juillet 1913, mis en service le 16 janvier 1914. Mis hors service le 23 octobre 1922, vendu à la casse le 14 septembre 1931[3].
- H-4 (SS-147), posé le 12 mai 1918, lancé le 9 octobre 1918, mis en service le 24 octobre 1918. Déclassé, le 25 octobre 1922, vendu à la casse le 14 septembre 1931[4].
- H-5 (SS-148), posé le 12 mai 1918, lancé le 24 septembre 1918, mis en service le 30 septembre 1918. Déclassé, 20 octobre 1922, vendu à la casse le 28 novembre 1933[5].
- H-6 (SS-149), posé le 14 mai 1918, lancé le 26 août 1918, mis en service le 9 septembre 1918. Mis hors service le 23 octobre 1922, vendu à la casse le 28 novembre 1933[6].
- H-7 (SS-150), posé le 15 mai 1918, lancé le 17 octobre 1918, mis en service le 24 octobre 1918. Mis hors service le 23 octobre 1922, vendu à la casse le 28 novembre 1933[7].
- H-8 (SS-151), posé le 25 mai 1918, lancé le 14 novembre 1918, mis en service le 18 novembre 1918. Déclassé, 17 novembre 1922, vendu à la casse le 28 novembre 1933[8].
- H-9 (SS-152), quille posée le 1er juin 1918, lancé le 23 novembre 1918, mis en service le 25 novembre 1918. Déclassé, 3 novembre 1922, vendu à la casse le 28 novembre 1933[9].